# Ródope (unidade regional)
Ródope (em grego: Ροδόπη; romaniz.: Rodópi) é uma unidade regional da Grécia, localizada na periferia da Macedônia Oriental e Trácia. Sua capital é a cidade de Comotini.